# Чертановская (станция метро)
«Черта́новская» — станция Серпуховско-Тимирязевской линии Московского метрополитена. Открыта в составе участка «Южная» — «Серпуховская» 8 ноября 1983 года. В том же году получила Премию Совета Министров СССР.
За станцией от главных путей Серпуховско-Тимирязевской линии отходят ветви в обслуживающее её депо «Варшавское», однако оборотных тупиков или съездов за станцией нет. Поэтому некоторые поезда следуют из центра до «Чертановской», но не оборачиваются на станции, а направляются в депо. Глубина заложения — 10,5 м.

## История
Станция была открыта 8 ноября 1983 года в составе первого участка Серпуховской линии «Серпуховская» — «Южная», после ввода в эксплуатацию которого в Московском метрополитене стало 123 станции. В процессе строительства носила название «Чертаново».
Станция строилась в весьма сложных геологических условиях, которые были осложнены транспортной инфраструктурой. Проект был сооружён под личным наблюдением архитектора Нины Алёшиной и, несмотря на то, что изначально в конструкциях представлял собой Колонную станцию мелкого заложения, был видоизменён на уровне колонн и потолка. Таким образом, колонны в виде звёзд в разрезе поддерживают и централизуют радиусное давление в единые точки (воронки), а сам потолок исполнен в рамках уже не существующего проекта опоры свода на стену-в-грунте («московский односвод»). Кроме того, Совет Министров СССР в 1983 году решил наградить «Метропроект» к дате его пятидесятилетия вручением премии за лучший проект станции метро последних лет. «Метропроекту» было поручено воссоздать атмосферу станций-ветеранов «Кропоткинской» и «Автозаводской», что и было успешно реализовано в «Чертановской». Кулуарно среди архитекторов проект станции носил название «Звёздная», отсылая к известной форме колонн.
На перегоне «Чертановская» — «Севастопольская», приблизительно в 600 м к северо-западу от первой существует сближение тоннелей, построенное вместо закрытого полуоткрытым методом с использованием стены-в-грунте. Дело в том, что над тоннелями в этом месте расположен пятиэтажный дом (хрущёвка), построенный в 1963 году. Первоначальное решение 1980 года предполагало снос дома как частично расположенного в технической зоне метрополитена. Однако жителям удалось отстоять дом, и метростроевцы решили найти альтернативу прокладке под ним тоннелей. Таким образом был применён «лондонский» метод строительства, но уже со стеной в грунте по обеим сторонам западного угла фундамента, его креплением на сваи, а позже бетонированием с заморозкой грунта, разморозкой и дальнейшей его выработке копром с обеих сторон. При проезде через такие тоннели пассажиры разницы не ощущают.
В конце 2011 года на этом месте (рядом с домом) появился железобетонный забор высотой 3 м без каких-либо информационных щитов. Предполагается, что идёт укрепление тоннельных конструкций.
Это одна из самых загруженных станций за пределами Кольцевой линии метро. 

## Оформление
На станции два ряда по 26 колонн. Колонны и путевые стены облицованы белым мрамором. Стены украшены вставками (художники М. Н. Алексеев, Л. А. Новикова) на тему «Строительство новой Москвы». На полу выложен геометрический орнамент из красного и тёмного гранита. Станция сооружена по индивидуальному проекту из сборного и монолитного железобетона, колонны стальные.
Стены наземного павильона заменили огромные стеклянные окна — единственная бетонная стена большого эскалаторного зала вестибюля была украшена большой мозаикой, созданной по эскизу художника И. М. Рабиновича, подготовленному в 1960—1961 гг. для другого проекта, но так и не реализованному ранее. Потолки вестибюлей были отделаны металлическими поклонениями, покрытыми темным лаком. Обогрев осуществляли скрытые за декоративными решетками батареи.
Первое время после открытия станция освещалась металлогалогенными лампами. Однако спустя несколько месяцев металлогалогенные лампы были заменены на ртутные газоразрядные лампы, которыми станция освещается и поныне.

## Вестибюли и пересадки
На станции имеются два вестибюля — наземный южный и подземный северный. Выход в город осуществляется через подземный переход на Балаклавский проспект, Чертановскую улицу и Симферопольский бульвар, через южный наземный вестибюль — на Балаклавский проспект и Чертановскую улицу.

## Станция в цифрах
- Пассажиропоток по станции за сутки (1999)
  - Общий пассажиропоток 47,11 тыс.
- Пассажиропоток по вестибюлям за сутки (2002)
  - Пассажиропоток по входу — 47,8 тыс.
  - Пассажиропоток по выходу — 49,3 тыс.
- Пассажиропоток по вестибюлям за сутки (2010)
  - Пассажиропоток по входу — 58,3 тыс.
  - Пассажиропоток по выходу — 58,1 тыс.
- Таблица времени прохождения первого поезда через станцию[4]:

| По чётным числам                    | Будние дни | Выходные дни |
| По нечётным числам                  | Будние дни | Выходные дни |
| В сторону станции «Севастопольская» | 05:31      | 05:31        |
| В сторону станции «Севастопольская» | 05:31      | 05:31        |
| В сторону станции «Южная»           | 06:08      | 06:12        |
| В сторону станции «Южная»           | 06:08      | 06:11        |

В 2023 году пассажиропоток за сутки составил 64 000 человек. 

## Наземный общественный транспорт
На этой станции можно пересесть на следующие маршруты городского пассажирского транспорта:
- Автобусы: м84, с163, 922, с929, 938, 968, с977, н8
- Трамваи: 1, 3, 16

## Галерея

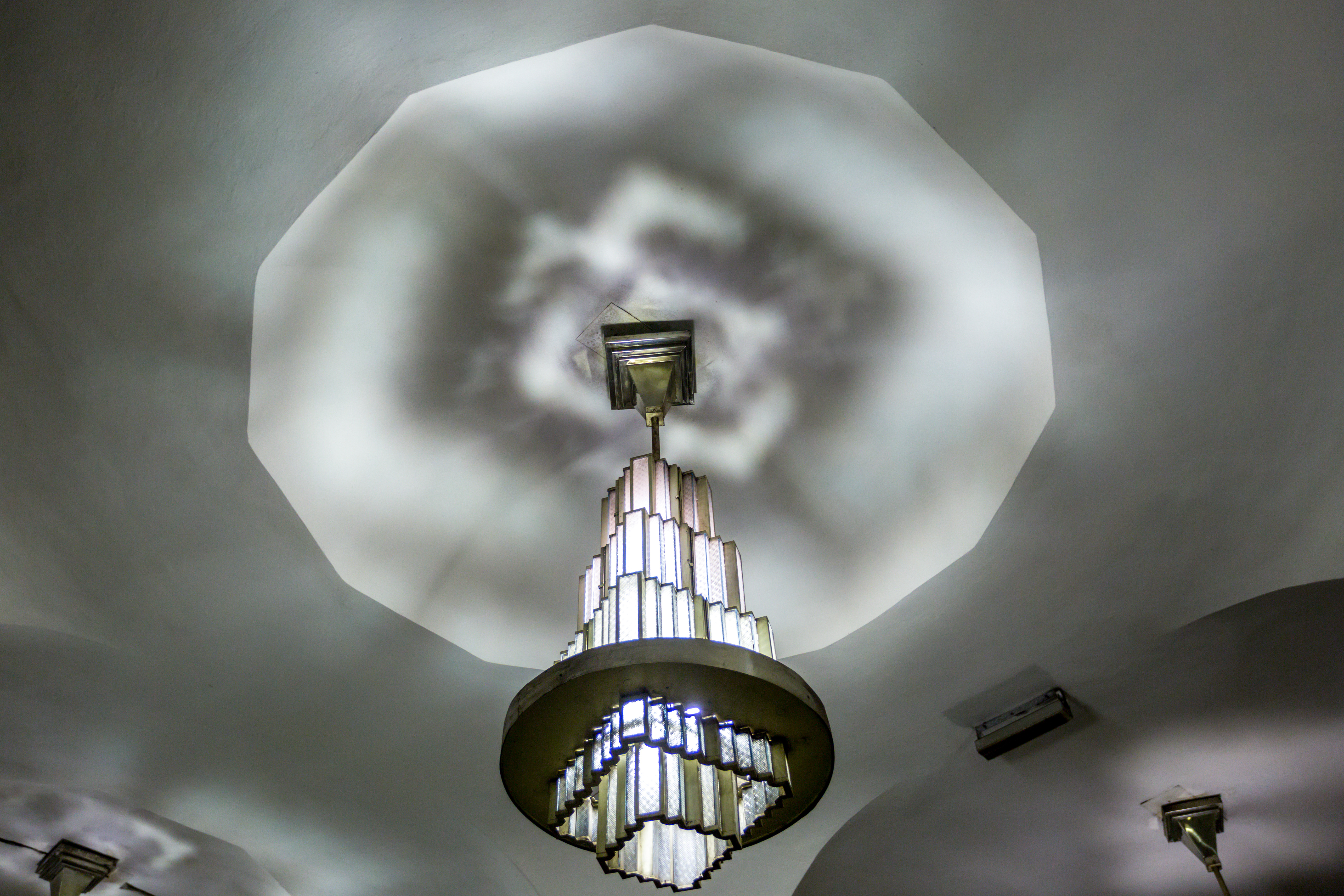
Светильник
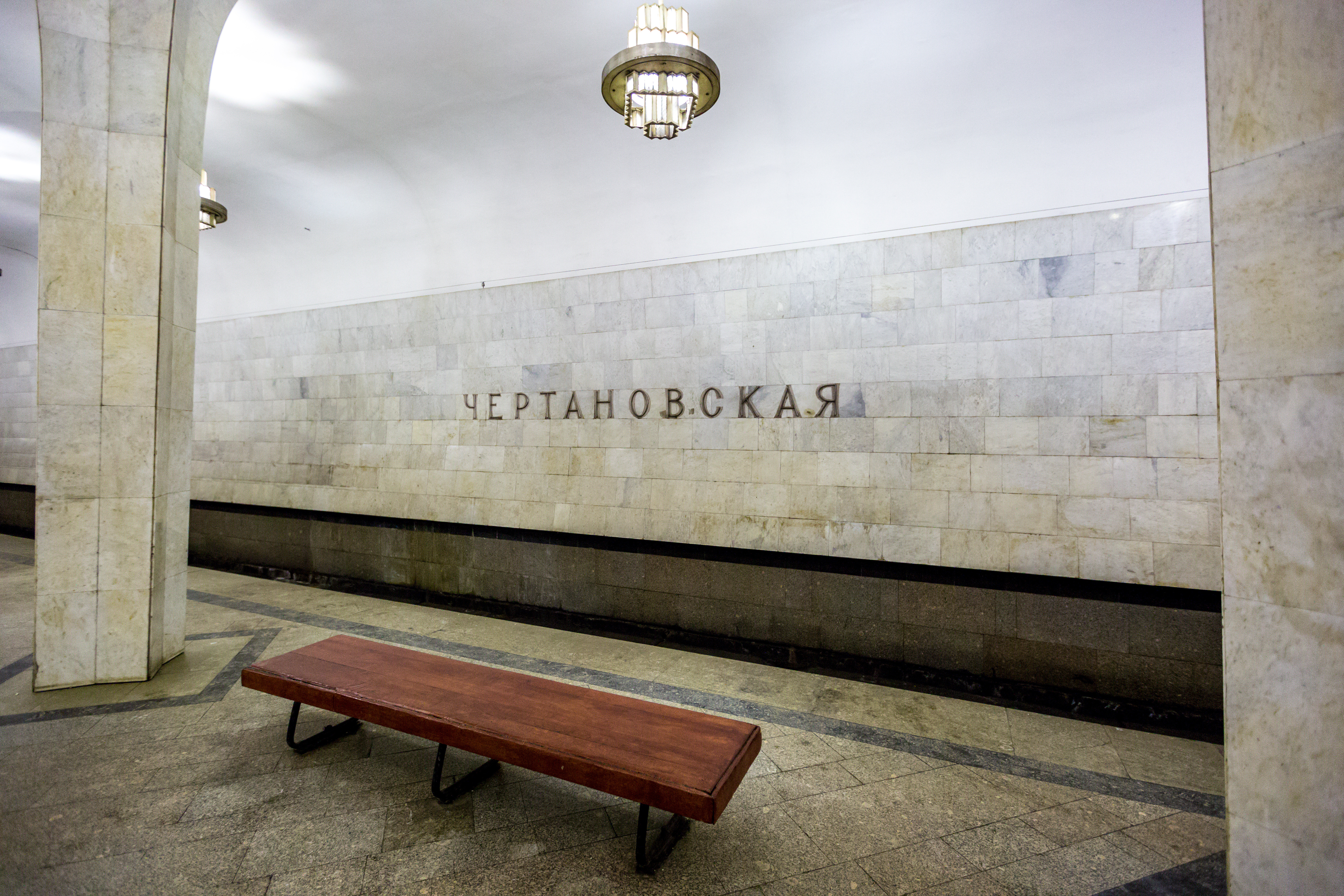
Скамейка и название станции
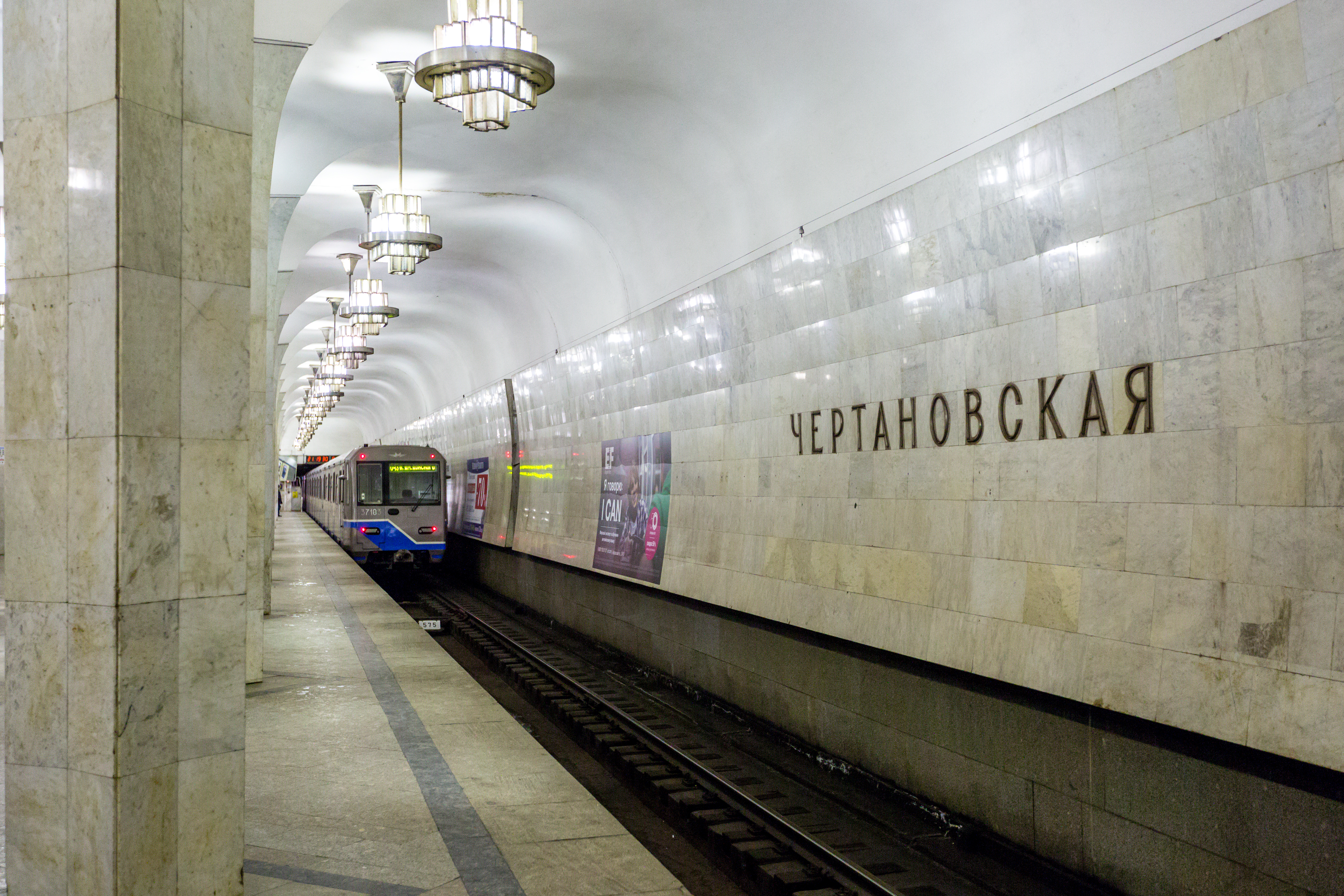
Посадочная платформа
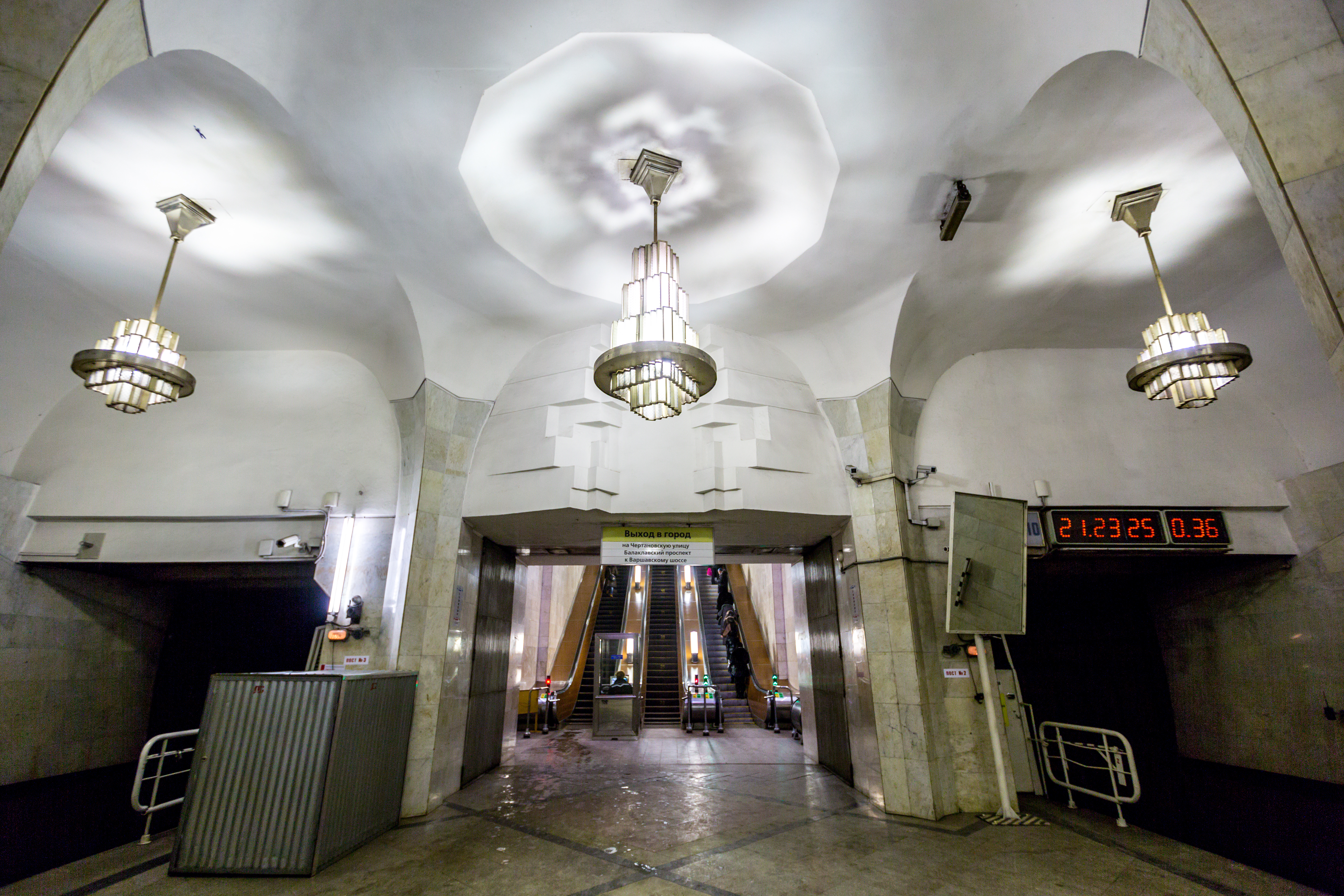
Южный выход
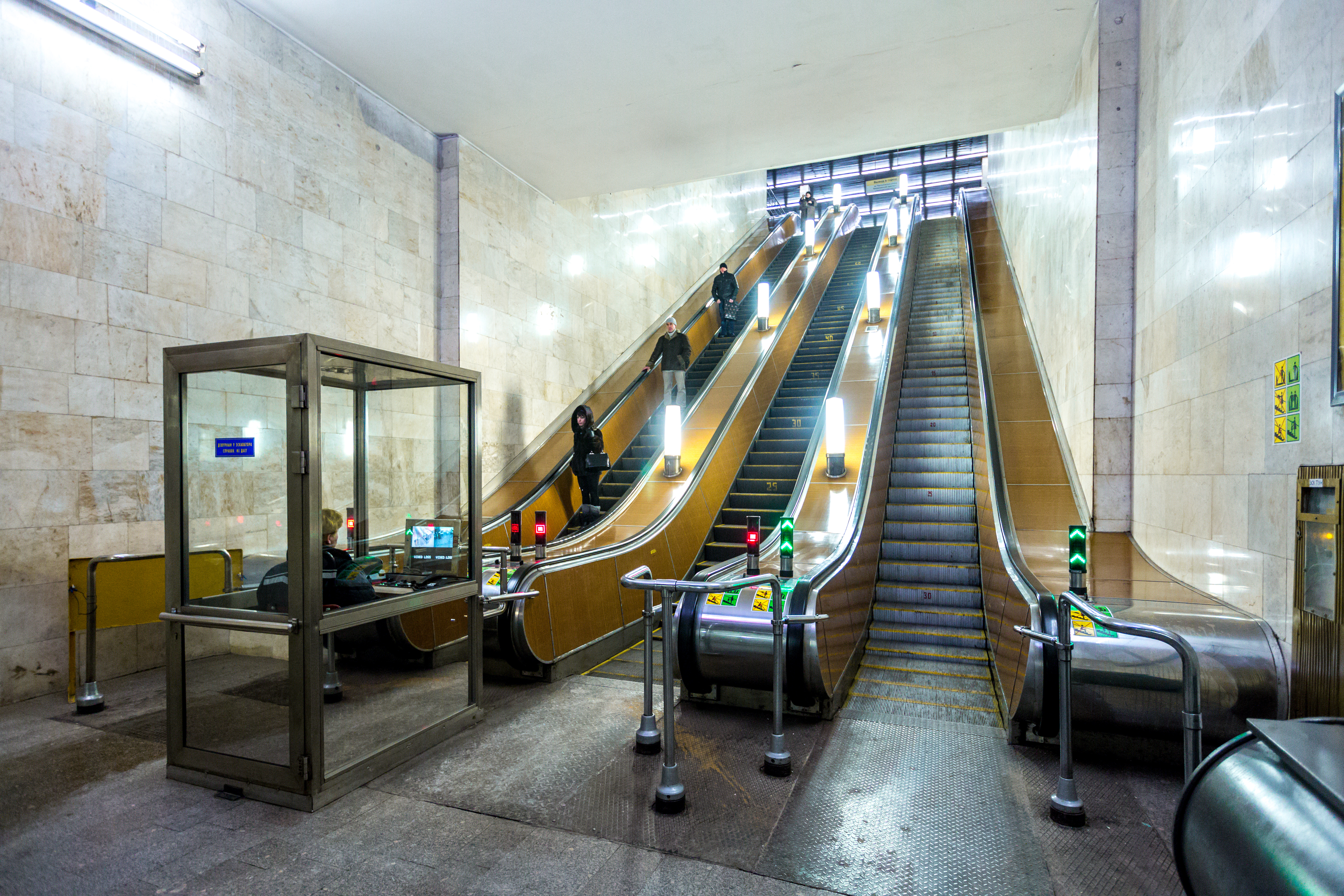
Эскалатор в южный вестибюль
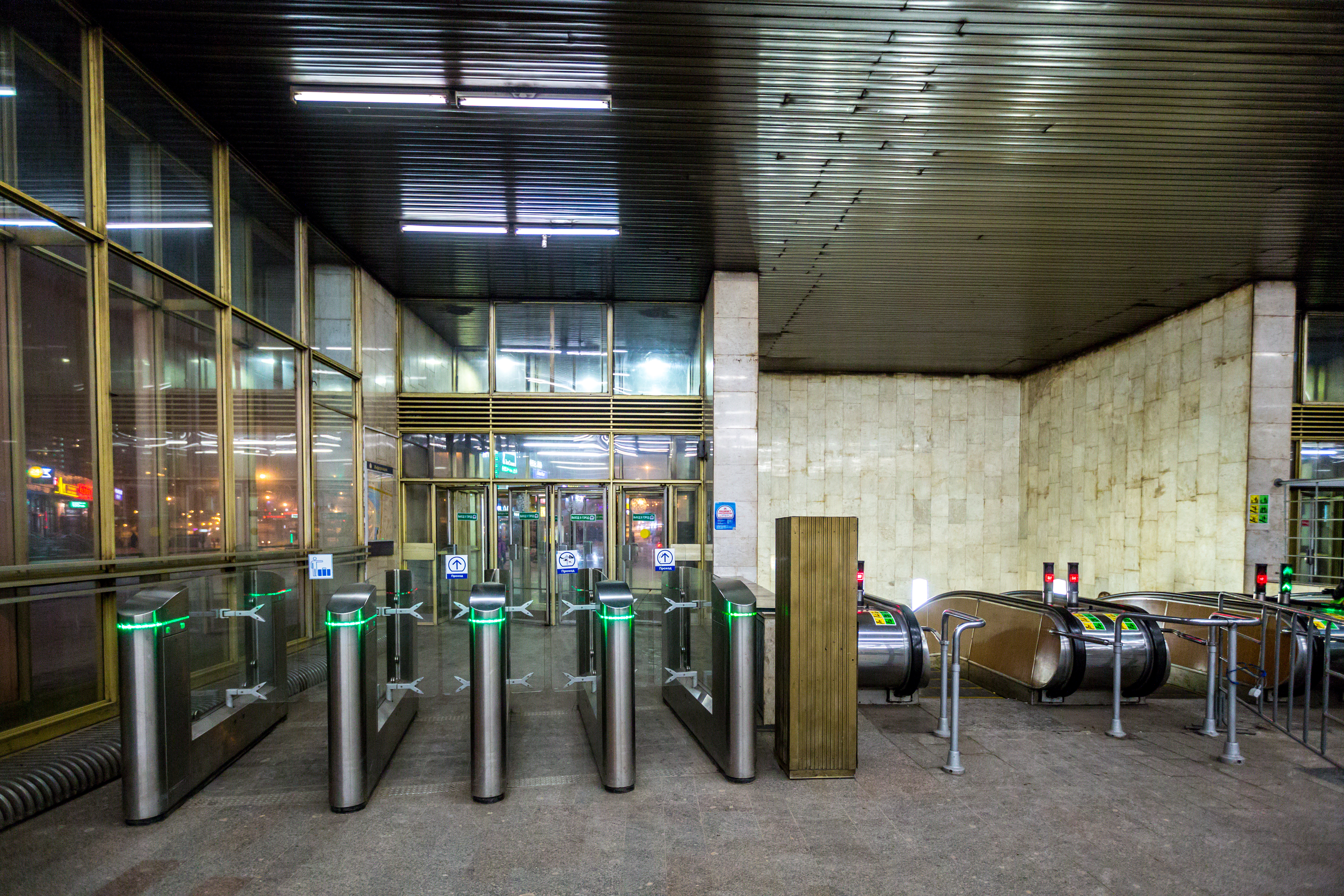
Эскалатор и турникеты на выход
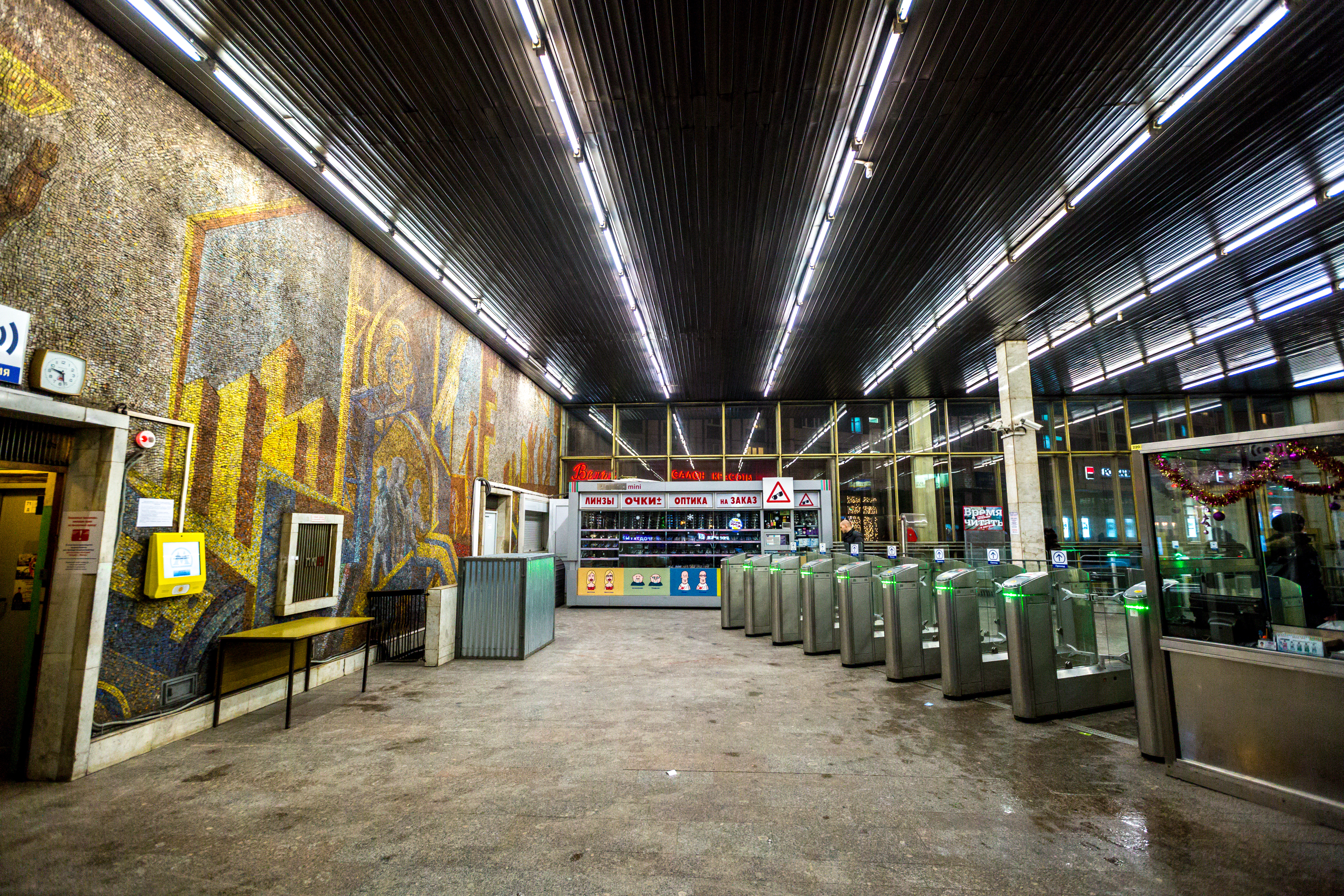
Интерьер южного вестибюля
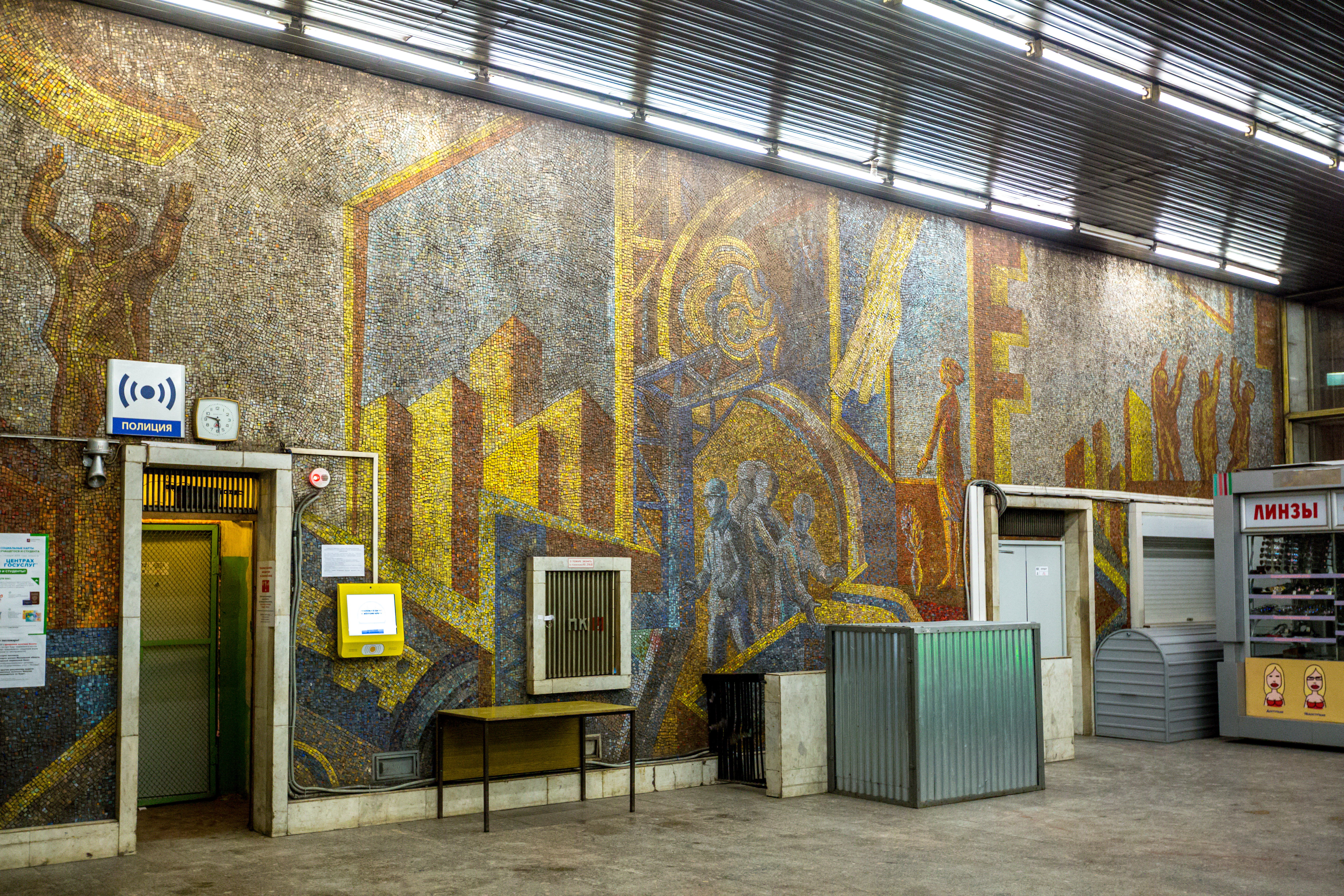
Мозаичное панно в южном вестибюле
Вставки на путевых стенах (коллаж)
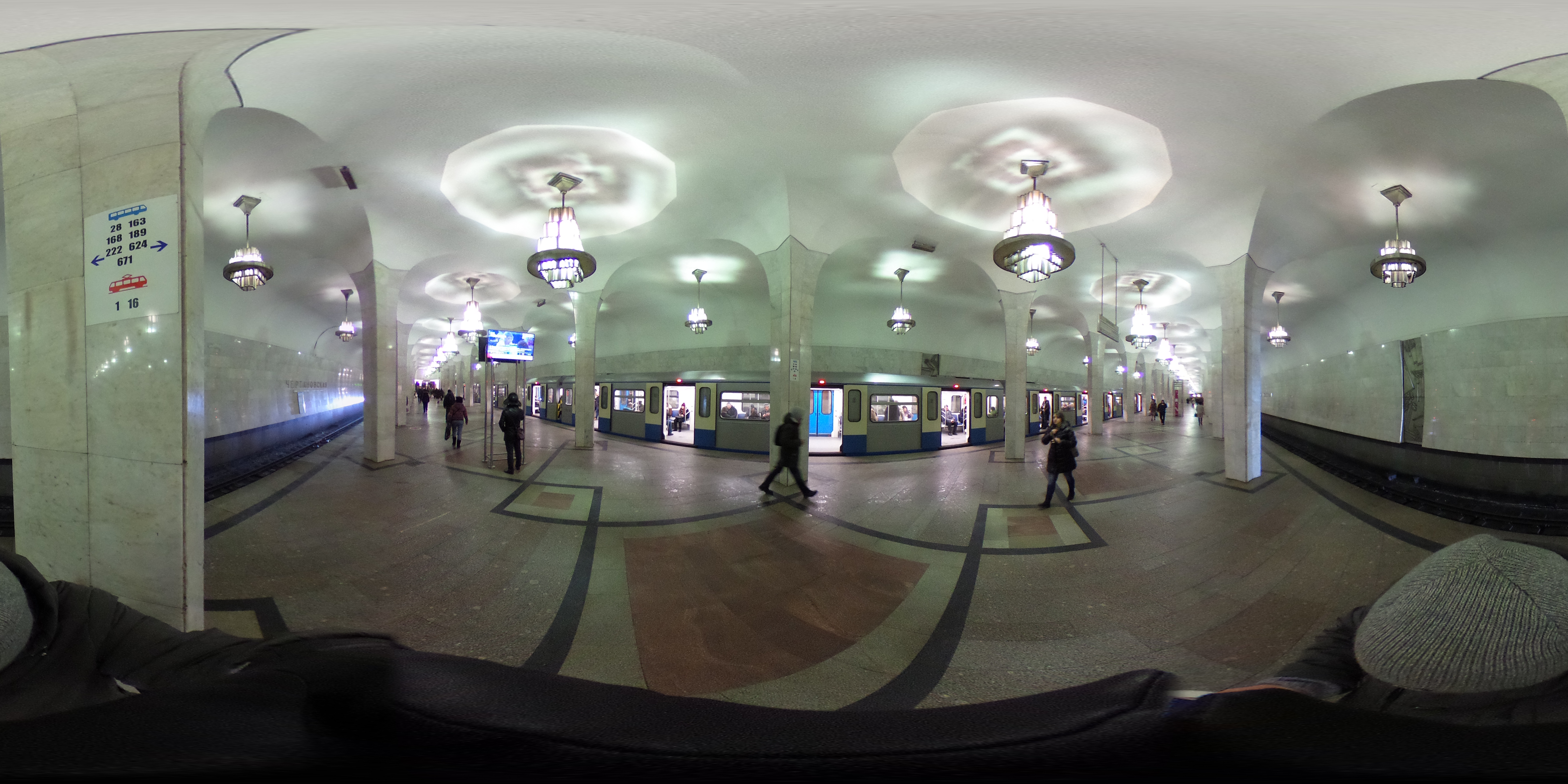
Сферическая панорама платформы